# N793 (België)
De N793 is een gewestweg in de Belgische provincie Limburg. Deze weg vormt de verbinding tussen Bree en Gerdingen.
De totale lengte van de N793 bedraagt ongeveer 2 kilometer.

## Plaatsen langs de N793
- Bree
- Gerdingen